# وفاء البوعيسى
وفاء سالم محمد البوعيسي، هي محامية وكاتبة ليبية. تعتبر رواية “للجوع وجوه أخرى” التي صدرت سنة 2006 روايتها الأولى، وهي التي كانت سببا في مغادرتها ليبيا واللجوء إلى هولندا سنة 2008.

## السيرة الذاتيه
مولودة في 12 أغسطس 1973 بنغازي، من أسرة متواضعة الحال من غرب ليبيا، بمدينة الزاوية قرية أبو عيسى، عاشت وتلقت تعليمها في بنغازي بشرق البلاد، درست الحقوق في جامعة قاريونس وحصلت على درجة الليسانس سنة 1996 ثم الماجستير في القانون الجنائي، كان عنوان الرسالة «فكرة الاحتمال وتطبيقاتها في قانون العقوبات دراسة مقارنة» سنة 2003.
عملت محامية في قضايا المدني والتجاري والأحوال الشخصية والمسائل الجنائية في السنوات من 1998 إلى 2008، استقلت بعملها الخاص حالما أنهت مدة تمرينها بمكتب المحامي صالح موسى البرعصي، كما عملت محاضر لمادة القانون التجاري والأوراق التجارية، بالمعهد العالي للعلوم الإدارية والمالية ببنغازي لسنة واحدة، ثم اتجهت للكتابة الأدبية وأصدرت عدداً من الروايات، كان أهمها رواية للجوع وجوه أخرى، التي صدرت بليبيا، كُفرت على أثرها، وتعرضت لحملة احتجاج واسعة من وزارة الأوقاف الليبية ببنغازي، وعدد من المساجد وكليات الشريعة وأصول الدين، ومضايقات جدية من النظام السابق، خلال فترة حكم العقيد معمر القذافي، مما اضطرها إلى ترك البلاد وطلب اللجوء السياسي بهولندا سنة 2008، وبهولندا عملت الكاتبة كمتطوعة لتقديم الاستشارات الاجتماعية للنساء اللاجئات الناطقات بالعربية، تحت إشراف VluchtelingenWerk Overijssel AZC Almelo، بمدينة ألميلو الهولندية، متزوجة حالياً وتقيم بهولندا منذ ذلك التاريخ وحتى الآن.

## الجانب الحقوقي
عملت الكاتبة مستشار قانوني وخبير بشؤون الجندر والدمقرطة، بمنظمة جندر كونسيرنس إنترناشيونال، ومقرها مدينة لاهاي هولندا، Gender Concerns International ، GCI" لسنتي 2013، 2014.
وتحت إشراف المنظمة المذكورة، صممت وأعدت برامج تدريبية للنهوض بمستوى أداء 120 امرأة على مستوى ليبيا، لدعم المرأة الليبية في عملية دسترة حقوقها بمرحلة ما بعد سقوط النظام في أكتوبر 2011.
كما صممت برنامجاً تدريبياً آخر، للنهوض بمستوى أداء 60 عضواً، المكلفين بصياغة الدستور الليبي لمرحلة ما بعد سقوط النظام.
أعدت الكاتبة وبمبادرة شخصية ومنفردة منها، مشروع دستور وطني انتقالي متكامل لدولة ليبيا، عرضته على الأحزاب السياسية ومنظمات المجتمع المدني والجمعيات الأهلية والنسوية والنخب والساسة بليبيا، بتاريخ 13 نوفمبر 2013.
أُجريت معها مقابلات صوتية، لصالح راديو هولندا العربي وراديو أجيال طرابلس، للتعليق على مشروع الدستور الليبي وأمور قانونية أخرى بحوار مشترك مع الدستوري الليبي الدكتور مسعود الكانوني سنة 2013.
وأخرى لصالح راديو هولندا العربي وراديو الوسط الليبي، للتعليق على تدهور مكتسبات المرأة الليبية بعد انتفاضة فبراير سنة 2015، تحت عنوان المرأة الليبية من أين وإلى أين.
شاركت بسلسلة برنامج مناظرة، الذي يُعده ويشرف عليه الحقوقي بالعباس بن كديدا، الذي يقوم على تقديم جيل الشباب العربي للتعبير عن تطلعاته واحتياجاته في حلقته الثالثة عشر عن الإسلام السياسي بتونس، نوفمبر 2014.

## الجانب الثقافي
بدأت الكتابة الأدبية من سنة 2006، تاريخ إصدار أول رواية لها، وقد نُشرت لها 4 روايات:
- للجوع وجوه أخرى، منشورات مجلة المؤتمر، طرابلس، ليبيا 2006.
- فرسان السعال، منشورات الكاتبة، 2009.
- نعثل، منشورات دار الرواد، طرابلس، ليبيا، 2012.
- تيوليب مانيا، منشورات دار أروقة، القاهرة، مصر، 2013.[5]

ولها مخطوط رواية خامسة لم تُنشر بعد بعنوان الروائي.
كما تكتب المقالة الأدبية وتكتب في السياسة والفكر الديني في مواقع وصحف إلكترونية مختلفة.
شاركت بسلسلة برنامج المشّاء الذي تُعده قناة الجزيرة عن المبدعين العرب من طنجة حتى بغداد، للحديث عن تجربتها الأدبية والحقوقية في أبريل 2015.
شاركت بندوة القصة القصيرة بالمغرب مدينة خنيفرة صيف 2013، دورة القاص عبد الله المتقي.
شاركت بندوة فتنة الكتابة وكتابة الفتنة ببلجيكا مدينة بروكسل، شتاء 2010.

## وصلات خارجية
- وفاء البوعيسى: الموقع الرسمي
- وفاء البوعيسى: رابط المقابلة الخاصة التي أجربت مع الكاتبة للحديث عن مرحلة تكفيرها وما تبع ذلك مع راديو هولندا العربي بعنوان «رفضت أن أكون من الحريم الثقافي للقذافي»
- وفاء البوعيسى: رابط حلقة مناقشة الدستور وأمور أخرى مع راديو هولندا العربي
- وفاء البوعيسى: رابط حلقة المرأة الليبية من أين وإلى أين مع راديو هولندا العربي
- وفاء البوعيسى: رابط حلقة برنامج مناظرة رقم 13 بعنوان: إشراك الإسلام السياسي في التحول الديموقراطي بالعالم العربي.
- وفاء البوعيسى: رابط حلقة برنامج المشّاء مع قناة الجزيرة
- وفاء البوعيسى: لاجئة بسبب رواية - هنا صوتك
- وفاء البوعيسى: روائية ليبية ترد على اتهامها باعتناق المسيحية والقيام بالتبشير - موقع العربية
- وفاء البوعيسى: حجر الزاوية - في حِجر الراوية - موقع الجزيرة
- كتب ومؤلفات وفاء البوعيسى

### روابط مقالاتها
- libya-al-mostakbal.org
- ahewar.org
- almothaqaf.com